# Pjesmarica
Pjesmarica (kanconijer) ili pjevnik (kantual) je zbirka pjesama, bilo u lirskom bilo u popularno- ili zabavnoglazbenom smislu. Sama riječ češće se upotrebljava u glazbenom svojstvu, označavajući skup notnih i tekstualnih zapisa (partitura) namijenjenih izvođenju sviranjem ili pjevanjem.
Najstarija poznata hrvatska pjesmarica jest tzv. Pariška pjesmarica (14. st.) pisana glagoljicom, ikavskom čakavicom i crkvenoslavenskim jezikom. Glasovit je i zbornik crkvenih napjeva Cithara octochorda. U hrvatskoj književnosti značajno mjesto zauzimaju Kanižlićevi »Jesenji plodovi« (Fructus auctumnales) i Miošićevi »Razgovori ugodni naroda slovinskoga«, prozvani u narodu »pučkim kanconijerom«.